# Flaga Milicza
Flaga Milicza – jeden z symboli miasta Milicz oraz gminy Milicz w postaci flagi.
Flaga zaprojektowana jest jako prostokątny płat podzielony na trzy poziome, równoległe i jednakowej szerokości pasy koloru (odpowiednio od góry) białego, żółtego i zielonego.
Flaga niemieckiego Milicza (niem. Militsch) składała się dwóch poziomych pasów: białego i żółtego i pochodziła od barw miejscowego bractwa kurkowego. W latach PRL najwyraźniej nie było potrzeby, by miasto miało własną flagę, ponieważ tym, jak ma wyglądać, zajęto się dopiero w połowie lat 90., kiedy zaplanowano zorganizować I Dni Ziemi Milickiej. By flaga miasta nie kojarzyła się z flagą papieską (biało-żółtą), radni postanowili dodać kolor zielony - symbol otaczających miasto lasów. Pierwotnie brano również pod uwagę kolor niebieski - symbol wody w Stawach Milickich, jednak zrezygnowano z niego, gdyż uznano, że byłoby to kontaminacją flag papieskiej i maryjnej.